# Смъртоносна тайна (телевизионен епизод)
„Смъртоносна тайна“ (на английски: A Dead Secret) е британски телевизионен филм, заснет от телевизия Ай Ти Ви през 1959 година, като част от поредицата „Пиеса на седмицата“.

## Сюжет
Действието във филма се развива в Лондон през 1911 година и разказва историята на едно убийство.

## В ролите
- Кийт Бакстър като Стейси Криспин
- Джералд Крос като Бърт Воукс
- Ейми Деламейн като Мисис Кълфс
- Базил Дигнам като Сър Артър Ловкрафт
- Джофри Голдсмит като Детектив Уорд
- Естер Лоурънс като Емили Воукс
- Патрик МакГуън като Фредерик Дайсън
- Джоан Нюуел като Маргарет Дайсън
- Фредерик Пайпър като Пей Дайсън
- Бриджит Планет като Пеги Дайсън
- Доротея Рандъл като Мария Лъмъс
- Медж Райън като Хенриета Спайсър
- Кийт Смит като Арчи Гууч
- Антъни Уилсън като Алфи[2]